# Гераскина, Лия Борисовна
Ли́я Бори́совна Гера́скина (урождённая Квартирмейстер; 16 октября 1910[по какому календарю?], Новороссийск, Новороссийский округ, Черноморская губерния, Российская империя — 14 марта 2010, Москва, Российская Федерация) — русская советская детская писательница, драматург, поэтесса, журналистка, сценаристка. Член Союза писателей СССР (1950).

## Биография
Родилась 16 октября 1910 года[по какому календарю?] в Новороссийске, в семье часовщика и ювелира Берке (Бориса) Давидовича Квартирмейстера (1870—1942), уроженца Бердянска, и его жены Мариам Боруховны Бабковой. В начале Первой мировой войны семья бежала в Екатеринодар, в 1916 году вернулась в Новороссийск (где Гераскина поступила в первый класс подготовительной гимназии), а в 1917 году некоторое время провела в Тифлисе. Среднюю школу она окончила в Краснодаре.
С детства писала стихи, в стихах написала своё сочинение на школьном выпускном экзамене. Окончив краснодарскую среднюю школу, работала на почте, библиотекарем на фабрике игрушек, преподавала в школе для взрослых.
В 1932 году переехала с мужем и малолетней дочерью в строящийся Магнитогорск (работала на электростанции и училась в электротехническом техникуме), после 1934 года — в Солнечногорск (вместе с мужем работала на электростанции). В 1938—1951 годах проживала с семьёй в Красноярске, работала в редакции газеты «Красноярский рабочий» литсотрудником, затем спецкором.
Во время Великой Отечественной войны (1941—1945) работала добровольцем в одном из красноярских эвакуационных пунктов. В 1944 году вступила в ряды ВКП(б), по заданию которой возглавляла детскую техническую станцию в Красноярске. Продолжала публиковать статьи о школах, рецензии, в том числе в газете «Красноярский комсомолец». Отец был расстрелян в Бердянске в ноябре 1942 года в ходе уничтожения еврейского населения города.
После войны, во время работы в радиокомитете, написала свой первый сценарий по мотивам сказки «Чудесное путешествие Нильса с дикими гусями» шведской писательницы Сельмы Лагерлёф. Позднее написала ещё один сценарий на основе произведений Ханса Кристиана Андерсена.
Первая пьеса Лии Гераскиной — сказка «Хрустальд и Катринка» — была поставлена в 1947 году на сцене Красноярского драматического театра. Её пьесы ставили Московский, Хабаровский, Новосибирский и Владивостокский театры юного зрителя (ТЮЗы), Московский театр драмы и комедии. Наибольшую популярность получила пьеса «Аттестат зрелости», экранизированная в 1954 году.
С 1951 года жила и работала в Москве.
Умерла 14 марта 2010 года в Москве. Похоронена на Востряковском кладбище в Москве.

### Семья
- Муж — Василий Самуилович Гераскин (1910—1958), инженер[5].
  - Дочь — Алла Васильевна Гераскина (1930—2020; после замужества — Радзинская)[11], актриса, сценарист телепередачи «Кабачок „13 стульев“»[12], автор мемуаров[13][14]; была замужем за писателем Эдвардом Радзинским.
    - Внук — Олег Эдвардович Радзинский (род. 11 июля 1958), диссидент, бизнесмен, писатель[12][15][16].

  - Сын — Виктор Васильевич Гераскин (21.07.1934 — 01.05.1990), актёр, сценарист, поэт и писатель[17].

## Творчество

### Избранные сочинения

#### Пьесы
- «Хрустальд и Катринка» (1947)
- «Аттестат зрелости» (1949)
  - Гераскина Л. Б. «Аттестат зрелости» // «Енисей» : сб. — 1950. — Т. 6. — С. 107—172.
  - Гераскина Л. Б. «Аттестат зрелости» / Пьеса в 4-х д., 8-ми карт.. — М.: «Искусство», 1951. — 132 с. — 5000 экз.
- «Её будущее» (1954)
- «Соседи по квартире» (1957)
- «Вступая в жизнь» (1959)
- «Марюта ищет жениха» (1961)
  - Гераскина Л. Б. «Марюта ищет жениха» / Водевиль в 3 д., 8 карт. — М.: «ВУОАП», 1961. — 100 с. — 50 экз.
- «Джельсомино в стране лжецов» (1966)[18] — по сказке Джанни Родари
- «Если говорить правду» (1973)
  - Гераскина Л. Б. «Если говорить правду» / Пьеса в 2-х д. с интермедиями. — М.: «ВААП», 1973. — 85 с. — 100 экз.
- «Тоннель» (1975)
  - Гераскина Л. Б., Серединский В. П. «Тоннель» / Пьеса в 2-х д.. — М.: «ВААП», 1975. — 77 с. — 100 экз.
- Гераскина Л. Б. «Пьесы» (сборник). — М.: «Советский писатель», 1962. — 316 с. — (содерж.: «Аттестат зрелости», «Её будущее», «Вступая в жизнь», «Соседи по квартире»). — 8700 экз.
- «Право на счастье» (1952)
- «Николай Иванович» (1958)

#### Сказки
- «В стране невыученных уроков» (1965). Только в 1994—2012 годах переиздана общим тиражом более 985 000 экземпляров[19].
- Гераскина Л. Б. «В стране невыученных уроков — 2, или Возвращение в страну невыученных уроков» : [Сказоч. повесть : Для сред. шк. возраста]. — М.: «Мир искателя», 2000. — 108 с. — 10 000 экз. — ISBN 5-93833-021-1. В 2001—2008 годах тираж переизданий составил 46 000 экземпляров[19].
- Гераскина Л. Б. «Третье путешествие в страну невыученных уроков» ; Живая кукла : [Для сред. шк. возраста]. — М.: Мир искателя, 2001. — 187 с. — 10 000 экз. — ISBN 5-93833-152-8.
  - «В стране невыученных уроков — 3» : [Для сред. шк. возраста]. — М.: «Мир искателя», 2002. — 94 с. — (Библиотека школьника). — 15 000 экз. — ISBN 5-94743-105-X. В 2004—2009 годах тираж переизданий составил 37 000 экземпляров[19].
- Гераскина Л. Б. «Волшебная лампа» : Сказки : [Для сред. шк. возраста]. — М.: «Кн. искателя», 2003. — 157 с. — (Библиотека детской литературы). — 6000 экз. — ISBN 5-94743-200-5.
- Гераскина Л. Б. «Девочка и какаду» : [Для мл. шк. возраста]. — М.: «Бамбук», 1999. — 142 с. — (Библиотека школьника). — 12 000 экз. — ISBN 5-8203-0028-9.
  - «Девочка и какаду». — М.: «Мир искателя», 2000. — 111 с. — (Библиотека школьника). — 6000 экз. — ISBN 5-93833-067-X.
- «Мягкий характер» (1957). В 2004—2013 годах тираж переизданий составил 72 000 экземпляров[19].
- «Синий цветочек» (1950). В 2004—2009 годах тираж переизданий составил 68 000 экземпляров[19].
- Гераскина Л. Б. «Сказочные повести» (сборник) : [для среднего школьного возраста]. — М.: «АСТ-Астрель», 2008. — 378 с. — (содерж.: «Хрустальд и Катринка», «Сказка о верности», «Волшебная лампа» (по мотивам сказки «Алладин и волшебная лампа»), «Чур не перебивать, или Как Иван и Настя нашли своё счастье», «В стране невыученных уроков» (в сокр.)). — 11 000 экз. — ISBN 978-5-17-032810-9. — ISBN 978-5-271-12475-4.

### Экранизации
- «Аттестат зрелости» (1954) — советский художественный фильм киностудии «Мосфильм» в постановке Татьяны Лукашевич по сценарию Лии Гераскиной.
- «В стране невыученных уроков» (1969) — советский рисованный мультфильм киностудии «Союзмультфильм» режиссёра Юрия Прыткова по сценарию Лии Гераскиной.

### Публикации
- Лия Гераскина. «Кошки на арене». // «Наука и жизнь» : журнал. — М.: «Правда», 1976. — № 8. — С. 157—159. — одна из первых статей о клоуне и дрессировщике Юрии Куклачёве и его кошках.

## Оценки творчества
Повести-сказки Лии Гераскиной на протяжении многих лет входят в десятку самых востребованных книг для детей.
По данным российского книжного сервиса «ЛитРес» от 19 ноября 2020 года, аудиокнига «В стране невыученных уроков» Лии Гераскиной заняла шестое место в рейтинге самых популярных электронных и аудиокниг за последние десять лет в категории детской литературы.